# Kavelholmen
Kavelholmen är en ö i Finland. Den ligger i Finska viken eller Skärgårdshavet och i kommunen Raseborg i den ekonomiska regionen  Raseborg i landskapet Nyland, i den södra delen av landet. Ön ligger omkring 90 kilometer väster om Helsingfors.
Öns area är 1,5 hektar och dess största längd är 200 meter i nord-sydlig riktning. I omgivningarna runt Kavelholmen växer i huvudsak barrskog. Närmaste större samhälle är Ekenäs, 3,5 km nordost om Kavelholmen.